# 成沢金兵衛
成沢 金兵衛（旧字体：成󠄁澤 金兵衞、なるさわ きんべえ、1877年（明治10年）12月14日 - 1962年（昭和37年）10月20日）は、日本の実業家。日本写真協会専務理事。朝日新聞社、全日本写真連盟各顧問。雅号は玲川。

## 経歴
長野県上田市出身。金兵衛の長男。家督を相続し、前名・金弥を改め襲名する。1899年、上田町で百合舎書店を開業する。1906年、渡米し、オレゴン州ポートランドで邦字新聞「央州日報」を経営する。
1918年、東京朝日新聞社に入り、調査部次長、グラフ部長等を歴任。その間「アサヒグラフ」「映画と演芸」「アサヒカメラ」「日本写真年鑑」を創刊する。1927年に計画部長となったが、1934年にこれを辞し日本放送協会参事に挙げられ、業務局報道部長に就任し1940年に退任する。

## 人物
青年時代、クリスチャンの内村鑑三に心酔し、その門下生となった。
宗教はキリスト教。趣味は読書、洋楽、運動、写真。住所は東京都武蔵野市吉祥寺。

## 家族・親族
成沢家
- 父・金兵衛[5]
- 妻・ふみの（1894年 - ?、埼玉、川目英雄の姉）[5]
- 長男[3]
- 二男[3]
- 長女[3]
- 二女[3]

親戚
- 養従弟・成沢伍一郎[5]（長野県上田市長）